# برنهارد إبراهام
برنهارد إبراهام هو لاعب جمباز فني ألماني، (1886 – ).

## وصلات خارجية
- برنهارد إبراهام على موقع أوليمبيديا (الإنجليزية)